# Монтефортино (Анкона)
Монтефортино је насеље у Италији у округу Анкона, региону Марке.
Према процени из 2011. у насељу је живело 40 становника. Насеље се налази на надморској висини од 345 м.